# Forêt nationale de Mata Grande
 (avril 2020).
Pour les articles homonymes, voir Mata.
La forêt nationale de Mata Grande (portugais : Floresta Nacional de Mata Grande) est une forêt nationale brésilienne. Elle se situe dans la région Centre-ouest, dans l'État du Goiás.
Le parc fut créé en 2003 et couvre une superficie de 2 009,95 hectares.